# Mount Joy, Pennsylvania
Mount Joy là một thị trấn thuộc quận Lancaster, tiểu bang Pennsylvania, Hoa Kỳ. Năm 2010, dân số của thị trấn này là 7410 người.